# Argyrogrammana caesarion
Argyrogrammana caesarion är en fjärilsart som beskrevs av Rebillard 1958. Argyrogrammana caesarion ingår i släktet Argyrogrammana och familjen Riodinidae. Inga underarter finns listade i Catalogue of Life.